# Дуэль (фильм, 2010)
«Дуэль» (англ. Anton Chekhov's The Duel) — драматический фильм 2010 года режиссёра Довера Косашвили. Сюжет основан на одноимённой повести Антона Павловича Чехова. Съёмки проходили в Хорватии. Премьера состоялась 28 апреля 2010 года в США. Также фильм был показан в 2011 году на внеконкурсной программе «Московского международного кинофестиваля» в категории «Русский след».

## Сюжет
Лаевский — русский аристократ на государственной службе, имеющий пристрастия к азартным играм и выпивке. Он живёт с женщиной Надей, которую увёл у её мужа, но несмотря на это, не любит. Однажды она изменяет Лаевскому с капитаном Кирилиным. Дальнейшая череда событий приводит Лаевского на дуэль с его бывшим другом фон Кореном.

## В ролях
- Эндрю Скотт — Иван Андреевич Лаевский
- Фиона Глэскотт — Надя
- Тобайас Мензис — Николай Васильевич фон Корен
- Ниалл Багги — Самойленко
- Рик Макарем — Ачмянов
- Николас Роу — Шешковский
- Мишель Фэйрли — Мария
- Дебби Чейзен — Ольга
- Джереми Свифт — Дьякон
- Мислав Кавайда — Кирилин

## Награды и номинации
В 2011 году фильм был номинирован на «Премию Канадского общества кинематографистов» в категории «Лучшая операторская работа в театральном произведении» (Пол Саросси).

## Отзывы
Фильм получил высокие оценки кинокритиков. На сайте Rotten Tomatoes у картины 81 % положительных рецензий на основе 37, на сайте Metacritic — 75 баллов из 100 на основе 16 рецензий. Американский кинокритик Роджер Эберт поставил картине 2 балла из 4.